# Sali Kelmendi
Sali Kelmendi (Tirana, 31 maggio 1947 – 7 febbraio 2015) è stato un politico e ingegnere albanese, sindaco di Tirana dal 1992 al 1996.
Fu uno dei fondatori del Partito democratico d'Albania nel 1990, inoltre fu il primo sindaco di Tirana ad essere eletto democraticamente nelle elezioni del luglio 1992.